# Ctenòmids
Els ctenòmids (Ctenomyidae) són un grup de rosegadors caviomorfs. Els seus representants vivents s'agrupen tots en un únic gènere, Ctenomys, però inclouen una setantena llarga d'espècies. Les relacions entre les espècies encara són objecte de debat entre els taxonomistes. Els seus parents més propers són els degús i altres octodòntids.
Tenen un aspecte semblant al del geòmids de Nord-amèrica. Viuen a la part meridional de Sud-amèrica, de Perú cap al sud, a altituds de fins a 4.000 msnm.